# Álex Valera
Álex Valera (Pomalca, Provincia de Chiclayo, 16 de mayo de 1996) es un futbolista peruano. Juega de delantero y su equipo actual es el Club Universitario de Deportes de la Primera División del Perú. Es internacional con la selección de fútbol del Perú desde 2021.

## Trayectoria
Álex Valera nació en Pomalca, en el departamento de Lambayeque. Comenzó a destacar entre sus compañeros del Unión Católica, su primer club y donde trabajaba. En 2014, pasó a formar parte del San Juan de Miraflores, de Lagunas, hasta la siguiente temporada. Ese mismo año, continuó su carrera en el Sport Olímpico de Pomalca. En 2016 pasó a formar parte del Juan López Chonate, de Pátapo. Ese mismo año, siguió su carrera juvenil en el Molinos el Pirata, Después de que se le realizó una prueba para fichar por el equipo, pasó a formar parte del club de Chiclayo. Luego de la eliminación de la etapa provincial, pasó a Molinos el Pirata, donde se le asignó el dorsal 10 y además fue campeón departamental de Lambayeque.
En el año 2017. comenzó desde la liga distrital con Pirata. Sin embargo, fueron eliminados en la etapa provincial de la Copa Perú. Luego, pasó a reforzar al Carlos Stein, donde logró clasificar para la etapa nacional. Sin embargo, no jugó la etapa nacional. Volvió a Pirata para la fase final de la Copa Perú 2018, donde anotó siete goles, cuatro en la etapa nacional y tres en la finalísima, convirtiéndose en pieza clave del cuadro lambayecano que logró el título y el ascenso al fútbol profesional. Sin embargo, Valera no se quedó en el equipo porque la dirigencia prefirió fichar delanteros con mayor experiencia. En el año 2019, se unió al club Deportivo Garcilaso, del Cuzco, en la Copa Perú 2019, por pedido de Juan Carlos Bazalar, llegando a las instancias finales del torneo, donde fueron eliminados por el Deportivo Llacuabamba, volviéndose a convertir en goleador del certamen.
A finales de 2019, fue fichado por el Deportivo Llacuabamba para pelear por el título de la Copa Perú y ascender a la Liga 1. Terminaron segundos y lograron ascender en el Cuadrangular de Ascenso 2019, junto con Atlético Grau. En la siguiente temporada, fue llamado para continuar en el club en la Liga 1 2020, en la cual se volvió uno de los goleadores del club en el año. Descendió con el club a falta de 3 fechas para que finalice el campeonato después de la derrota por 6-0 frente a F. B. C. Melgar. Luego del descenso de Deportivo Llacuabamba y su gran año, se le vinculó con varios equipos de Lima, entre ellos Deportivo Municipal y Alianza Lima, con quien tenía un preacuerdo en caso el club mantuviese la categoría. Sin embargo, luego del descenso momentáneo del club blanquiazul, Valera y su representante decidieron buscar otras opciones.
El 21 de diciembre de 2020, fue confirmado como nuevo refuerzo de Universitario de Deportes por 3 temporadas. Su principal motivo para fichar por el elenco crema fue la participación en la Copa Libertadores 2021 y la gran vitrina que significaba este torneo para seguir siendo considerado en el seleccionado nacional. Su debut con el club merengue fue en la primera fecha frente a F. B. C. Melgar en el empate 1-1, y su primer gol fue en la siguiente fecha contra la Academia Deportiva Cantolao. Tras la lesión de Enzo Gutiérrez, Álex asumió la titularidad en Universitario tanto en la Liga 1 como en la Copa Libertadores, formando dupla con Alberto Quintero. Marcó un doblete en la victoria por 3-2 de Universitario sobre Independiente del Valle, siendo elegido el mejor jugador de la fecha de la Copa Libertadores 2021. Jugó la Copa Libertadores 2022 frente a Barcelona. Sin embargo, su club perdió la llave en la segunda ronda del torneo. 
A mediados de 2022 fue transferido al Al-Fateh de Arabia Saudita hasta el año 2025 por un monto de 1,30 mill. €, en el equipo árabe compartió equipo con Christian Cueva. No le fue bien en lo deportivo por lo que rescindió su contrato acusando un tema económico. Luego de rescindir su contrato con el equipo árabe estuvo a punto de fichar por Platense, por pedido expreso de Martín Palermo. Sin embargo, la intención de Valera era regresar a Universitario. Para la temporada 2023 volvió a Universitario, saliendo campeón nacional al vencer en la final a Alianza Lima, obteniendo su primer título nacional. A inicios de 2024 le llegó una oferta del Shimizu S-Pulse del fútbol japonés, tras una conversación con la directiva decidió quedarse por el bicampeonato teniendo un mejor salario. A final de año sería bicampeón nacional, siendo por cuarto año consecutivo goleador del plantel merengue con un total de 13 tantos.
En la temporada 2023 salió campeón nacional al vencer en la final a Alianza Lima, obteniendo su primer título nacional. A inicios de 2024 le llegó una oferta del Shimizu S-Pulse del fútbol japonés, tras una conversación con la directiva decidió quedarse por el bicampeonato teniendo un mejor salario. A final de año sería bicampeón nacional, siendo por cuarto año consecutivo goleador del plantel merengue con un total de 13 tantos.

## Selección nacional
Valera estuvo ligado al fútbol playa, donde llegó incluso a defender la camiseta de la selección de fútbol playa de Perú en la Copa América de Fútbol Playa 2018, realizada en el Perú, donde marcó cuatro goles. Con la selección absoluta de fútbol, ha sido internacional en 20 ocasiones y ha marcado 3 goles. Su debut se produjo el 17 de junio de 2021 en un encuentro ante la selección de Brasil, que finalizó con marcador de 4-0 a favor de los brasileños.
El 4 de octubre de 2020, el técnico Ricardo Gareca, lo convocó para las primeras fechas de la clasificación para la Copa Mundial de Fútbol de 2022 contra las selecciones de Brasil y Paraguay. Sin embargo, poco antes del encuentro con Brasil, Valera, junto con Raúl Ruidíaz, dio positivo en COVID-19, perdiendo la convocatoria. En junio de 2021, Ricardo Gareca lo incluyó en la nómina de 26 jugadores convocados para disputar la Copa América 2021, donde disputó 2 partidos.
El 2 de enero de 2022, fue convocado para jugar los amistosos previos a la clasificación para la Copa Mundial de Fútbol de 2022 contra las selecciones de Panamá y Jamaica, y anotó 1 gol a cada una. Después de los amistosos, se reanudaron las fechas de clasificación para el Mundial, teniendo una participación interesante contra Ecuador y su país se colocó en zona de repechaje.

### Participaciones en Copa América
| Copa              | Sede   | Resultado    | Partidos | Goles |
| ----------------- | ------ | ------------ | -------- | ----- |
| Copa América 2021 | Brasil | Cuarto lugar | 2        | 0     |

## Estadísticas

### Clubes
| Club                             | Temporada           | Liga  | Liga  | Copas nacionales | Copas nacionales | Copas internacionales * | Copas internacionales * | Total | Total |
| Club                             | Temporada           | Part. | Goles | Part.            | Goles            | Part.                   | Goles                   | Part. | Goles |
| -------------------------------- | ------------------- | ----- | ----- | ---------------- | ---------------- | ----------------------- | ----------------------- | ----- | ----- |
| Pirata F. C. · Perú              | 2016                | -     | -     | -                | -                | -                       | -                       | -     | -     |
| Pirata F. C. · Perú              | 2017                | -     | -     | -                | -                | -                       | -                       | -     | -     |
| Pirata F. C. · Perú              | Total               | -     | -     | -                | -                | -                       | -                       | -     | -     |
| Carlos Stein · Perú              | 2017                | -     | -     | -                | -                | -                       | -                       | -     | -     |
| Carlos Stein · Perú              | Total               | -     | -     | -                | -                | -                       | -                       | -     | -     |
| Pirata F. C. · Perú              | 2018                | 7     | 2     | 0                | 0                | 0                       | 0                       | 7     | 2     |
| Pirata F. C. · Perú              | Total               | 7     | 2     | 0                | 0                | 0                       | 0                       | 7     | 2     |
| Deportivo Garcilaso · Perú       | 2019                | 7     | 7     | 0                | 0                | 0                       | 0                       | 7     | 7     |
| Deportivo Garcilaso · Perú       | Total               | 7     | 7     | 0                | 0                | 0                       | 0                       | 7     | 7     |
| Deportivo Llacuabamba · Perú     | 2019                | 4     | 2     | 0                | 0                | 0                       | 0                       | 4     | 2     |
| Deportivo Llacuabamba · Perú     | 2020                | 21    | 9     | 0                | 0                | 0                       | 0                       | 21    | 9     |
| Deportivo Llacuabamba · Perú     | Total               | 25    | 11    | 0                | 0                | 0                       | 0                       | 25    | 11    |
| Universitario de Deportes · Perú | 2021                | 24    | 11    | 0                | 0                | 6                       | 2                       | 30    | 13    |
| Universitario de Deportes · Perú | 2022                | 17    | 12    | 0                | 0                | 2                       | 0                       | 19    | 12    |
| Universitario de Deportes · Perú | Total               | 41    | 23    | 0                | 0                | 8                       | 2                       | 49    | 25    |
| Al-Fateh Arabia Saudita          | 2022-23             | 5     | 0     | 1                | 0                | 0                       | 0                       | 6     | 0     |
| Al-Fateh Arabia Saudita          | Total               | 5     | 0     | 1                | 0                | 0                       | 0                       | 6     | 0     |
| Universitario de Deportes · Perú | 2023                | 30    | 15    | 0                | 0                | 6                       | 1                       | 36    | 16    |
| Universitario de Deportes · Perú | 2024                | 26    | 13    | 0                | 0                | 5                       | 0                       | 31    | 13    |
| Universitario de Deportes · Perú | 2025                | 22    | 10    | 0                | 0                | 7                       | 1                       | 29    | 11    |
| Universitario de Deportes · Perú | Total               | 78    | 38    | 0                | 0                | 18                      | 2                       | 96    | 40    |
| Total en su carrera              | Total en su carrera | 163   | 81    | 1                | 0                | 26                      | 4                       | 189   | 86    |

- (*) Copa Libertadores de América y Copa Sudamericana.

### Selección nacional
| \| Fecha \| Ciudad \| Local \| Resultado \| Visitante \| Competencia \| Goles \| \| ---------- \| ---------------- \| ------------- \| --------- \| --------- \| -------------------------- \| ----- \| \| 17-06-2021 \| Río de Janeiro \| Brasil \| 4-0 \| Perú \| Copa América 2021 \| 0 \| \| 27-06-2021 \| Brasilia \| Venezuela \| 0-1 \| Perú \| Copa América 2021 \| 0 \| \| 16-01-2022 \| Lima \| Perú \| 1-1 \| Panamá \| Amistoso \| 1 \| \| 20-01-2022 \| Lima \| Perú \| 3-0 \| Jamaica \| Amistoso \| 1 \| \| 01-02-2022 \| Lima \| Perú \| 1-1 \| Ecuador \| Clasificación Mundial 2022 \| 0 \| \| 24-03-2022 \| Montevideo \| Uruguay \| 1-0 \| Perú \| Clasificación Mundial 2022 \| 0 \| \| 29-03-2022 \| Lima \| Perú \| 2-0 \| Paraguay \| Clasificación Mundial 2022 \| 0 \| \| 13-06-2022 \| Rayán \| Australia \| 0-0/5-4 \| Perú \| Repesca Mundial 2022 \| 0 \| \| 24-09-2022 \| Pasadena \| México \| 1-0 \| Perú \| Amistoso \| 0 \| \| 27-09-2022 \| Washington D. C. \| El Salvador \| 1-4 \| Perú \| Amistoso \| 0 \| \| 16-11-2022 \| Lima \| Perú \| 1-0 \| Paraguay \| Amistoso \| 1 \| \| 19-11-2022 \| Arequipa \| Perú \| 1-0 \| Bolivia \| Amistoso \| 0 \| \| 16-06-2023 \| Busan \| Corea del Sur \| 0-1 \| Perú \| Amistoso \| 0 \| \| 12-09-2023 \| Lima \| Perú \| 0:1 \| Brasil \| Clasificación Mundial 2026 \| 0 \| \| 22-03-2024 \| Lima \| Perú \| 2:0 \| Nicaragua \| Amistoso \| 0 \| \| 06-09-2024 \| Lima \| Perú \| 1:1 \| Colombia \| Clasificación Mundial 2026 \| 0 \| \| 10-09-2024 \| Quito \| Ecuador \| 1:0 \| Perú \| Clasificación Mundial 2026 \| 0 \| \| 11-10-2024 \| Lima \| Perú \| 1:0 \| Uruguay \| Clasificación Mundial 2026 \| 0 \| \| 15-11-2024 \| Lima \| Perú \| 0:0 \| Chile \| Clasificación Mundial 2026 \| 0 \| \| 19-11-2024 \| Buenos Aires \| Argentina \| 1:0 \| Perú \| Clasificación Mundial 2026 \| 0 \| \| Total \| \| Presencias \| 20 \| \| Goles \| 3 \| |                  |               |           |           |                            |       |
| Fecha | Ciudad           | Local         | Resultado | Visitante | Competencia                | Goles |
| 17-06-2021 | Río de Janeiro   | Brasil        | 4-0       | Perú      | Copa América 2021          | 0     |
| 27-06-2021 | Brasilia         | Venezuela     | 0-1       | Perú      | Copa América 2021          | 0     |
| 16-01-2022 | Lima             | Perú          | 1-1       | Panamá    | Amistoso                   | 1     |
| 20-01-2022 | Lima             | Perú          | 3-0       | Jamaica   | Amistoso                   | 1     |
| 01-02-2022 | Lima             | Perú          | 1-1       | Ecuador   | Clasificación Mundial 2022 | 0     |
| 24-03-2022 | Montevideo       | Uruguay       | 1-0       | Perú      | Clasificación Mundial 2022 | 0     |
| 29-03-2022 | Lima             | Perú          | 2-0       | Paraguay  | Clasificación Mundial 2022 | 0     |
| 13-06-2022 | Rayán            | Australia     | 0-0/5-4   | Perú      | Repesca Mundial 2022       | 0     |
| 24-09-2022 | Pasadena         | México        | 1-0       | Perú      | Amistoso                   | 0     |
| 27-09-2022 | Washington D. C. | El Salvador   | 1-4       | Perú      | Amistoso                   | 0     |
| 16-11-2022 | Lima             | Perú          | 1-0       | Paraguay  | Amistoso                   | 1     |
| 19-11-2022 | Arequipa         | Perú          | 1-0       | Bolivia   | Amistoso                   | 0     |
| 16-06-2023 | Busan            | Corea del Sur | 0-1       | Perú      | Amistoso                   | 0     |
| 12-09-2023 | Lima             | Perú          | 0:1       | Brasil    | Clasificación Mundial 2026 | 0     |
| 22-03-2024 | Lima             | Perú          | 2:0       | Nicaragua | Amistoso                   | 0     |
| 06-09-2024 | Lima             | Perú          | 1:1       | Colombia  | Clasificación Mundial 2026 | 0     |
| 10-09-2024 | Quito            | Ecuador       | 1:0       | Perú      | Clasificación Mundial 2026 | 0     |
| 11-10-2024 | Lima             | Perú          | 1:0       | Uruguay   | Clasificación Mundial 2026 | 0     |
| 15-11-2024 | Lima             | Perú          | 0:0       | Chile     | Clasificación Mundial 2026 | 0     |
| 19-11-2024 | Buenos Aires     | Argentina     | 1:0       | Perú      | Clasificación Mundial 2026 | 0     |
| Total |                  | Presencias    | 20        |           | Goles                      | 3     |

### Resumen estadístico
| Competición           | Encuentros | Goles | Promedio |
| --------------------- | ---------- | ----- | -------- |
| Liga                  | 163        | 81    | 0,50     |
| Copas nacionales      | 1          | 0     | 0        |
| Copas internacionales | 26         | 4     | 0,15     |
| Selección del Perú    | 20         | 3     | 0,13     |
| Total                 | 210        | 88    | 0,42     |

## Palmarés

### Títulos nacionales
| Título                    | Club                      | País | Año  |
| ------------------------- | ------------------------- | ---- | ---- |
| Copa Perú                 | Pirata F. C.              | Perú | 2018 |
| Torneo Clausura           | Universitario de Deportes | Perú | 2023 |
| Primera División del Perú | Universitario de Deportes | Perú | 2023 |
| Torneo Apertura           | Universitario de Deportes | Perú | 2024 |
| Torneo Clausura           | Universitario de Deportes | Perú | 2024 |
| Primera División del Perú | Universitario de Deportes | Perú | 2024 |
| Torneo Apertura           | Universitario de Deportes | Perú | 2025 |

### Distinciones individuales
| Distinción                              | Año  |
| --------------------------------------- | ---- |
| Goleador de la Copa Perú                | 2019 |
| Jugador revelación del año de la Liga 1 | 2020 |